# Def Jam Recordings
A Def Jam Recordings egy amerikai multinacionális lemezkiadó Manhattanben. A Def Jam főként hiphop, pop és városi zenére koncentrál, a tulajdonosa a Universal Music Group. Az Egyesült Királyságban Def Jam UK néven volt ismert és az EMI Records irányította, míg Japánban a Def Jam Japan-t a Universal Music Japan vezeti. A kiadó több lemezkiadó kiadásainak terjesztésével is foglalkozik, mint Kanye West GOOD Music-ja és a Listen Up Forever Records. Jelenlegi előadóik közé tartozik többek között Justin Bieber, Big Sean, Kanye West, Nas, 2 Chainz, Dave East, Jeezy, Jeremih, Jhené Aiko, Pusha T, Fabolous és YK Osiris.

## Elnökök
- Lyor Cohen (1988–98)
- Kevin Liles (1998–2004)
- Jay-Z (2005–07)
- L.A. Reid (2007–12)
- Joie Manda (2012–13)
- Steve Bartels (2013–17)
- Paul Rosenberg (2018–20)

## Előadók
- 070 Shake
- 2 Chainz
- Alessia Cara[1]
- Alif
- Amir Obè
- Ashton Travis
- Beau Young Prince
- Bibi Bourelly
- Big Lenbo[2]
- Big Sean
- Bobby Sessions[3]
- BTS[4]
- Carson Lueders[5]
- Daboyway
- Damian Lemar Hudson[2]
- DaniLeigh
- Fabolous
- Fredo Bang[6]
- Hit-Boy[7]
- Jadakiss
- Jeezy
- Jeremih
- Jhené Aiko
- Joe Flizzow
- John Lindahl[2]
- Justin Bieber
- Kaash Paige[8]
- Kajo[2]
- Kanye West
- Kids See Ghosts
- Krept and Konan
- LL Cool J
- Logic
- Maxo[9]
- Nasty C
- Public Enemy
- Pusha T
- Q-Tip
- Rihanna
- Saint Bodhi[10]
- Sneakk[11]
- Suzi Wu
- Teyana Taylor
- Trouble
- Valee
- YG
- YK Osiris